# Lucky Number Slevin
Lucky Number Slevin (prt: Há Dias de Azar; bra: Xeque-Mate) é um filme canado-germano-britano-estadunidense de 2006, dos gêneros drama, suspense e policial, dirigido por Paul McGuigan, com roteiro de Jason Smilovic.  
Estrelado por Josh Hartnett, Morgan Freeman, Ben Kingsley, Lucy Liu, Stanley Tucci e Bruce Willis e ambientado em Nova York, o filme conta a história de um homem que entrou por acaso na disputa de dois gângsteres rivais.

## Elenco
- Slevin Kelevra – Josh Hartnett
- Lindsey – Lucy Liu
- Smith/Sr. Goodkat – Bruce Willis
- O Chefe – Morgan Freeman
- O Rabino – Sir Ben Kingsley
- Max – Scott Gibson
- Nick Fisher – Sam Jaeger
- Roth – Danny Aiello
- Sloe – Mykelti Williamson
- Elvis – Dorian Missick
- Benny Begin – Gerry Mendicino
- Yitzchok – Michael Rubenfeld
- Detetive Dumbrowski – Peter Outerbridge
- Brikowski – Stanley Tucci
- Murphy – Robert Forster

## Recepção
O público pesquisado pelo CinemaScore deu ao filme uma nota média de "B+" em uma escala de A+ a F. 
No consenso do agregador de críticas Rotten Tomatoes diz: "Tentando muito ser inteligente em um tipo de Pulp Fiction, este filme sucumbe a um enredo complicado, personagens excessivamente estilizados e cenografia vertiginosa." Na pontuação onde a equipe do site categoriza as opiniões da grande mídia e da mídia independente apenas como positivas ou negativas, o filme tem um índice de aprovação de 52% calculado com base em 153 comentários dos críticos. Por comparação, com as mesmas opiniões sendo calculadas usando uma média aritmética ponderada, a nota alcançada é 5,9/10.
Em outro agregador, o Metacritic, que calcula as notas das opiniões usando somente uma média aritmética ponderada de determinados veículos de comunicação em maior parte da grande mídia, tem uma pontuação de 53/100, alcançada com base em 36 avaliações da imprensa anexadas no site, com a indicação de "revisões mistas ou neutras".